# Ллойд-Джордж, Гвилим, 1-й виконт Тенби
Гвилим Ллойд-Джордж, 1-й виконт Тенби (англ. Gwilym Lloyd-George, 1st Viscount Tenby; 4 декабря 1894 — 14 февраля 1967) — валлийский политик и член кабинета министров.

## Происхождение, образование и военная служба
Родился 4 декабря 1894 года в Крикайете, Северный Уэльс. Младший (второй) сын премьер-министра Великобритании Дэвида Ллойда Джорджа (1863—1945), и его первой жены Маргарет (1864—1941), дочери Ричарда Оуэна. Его сестра Меган также была активна в политике, но они двигались в противоположных политических направлениях: Гвилим вправо, к консерваторам, а Меган влево, в конечном итоге присоединившись к Лейбористской партии.
Получив образование в Истборнском колледже и Джизус-колледже в Кембридже, Ллойд Джордж был зачислен в 6-й батальон Королевских валлийских стрелков в 1914 году. В 1915 году он стал адъютантом генерал-майора Айвора Филиппса, командира 38-й (валлийской) дивизии. В 1916 году он перешел в зенитное отделение Королевской гарнизонной артиллерии и дослужился до звания майора , большую часть своей политической карьеры он был известен как майор Ллойд Джордж. Он также упоминался в донесениях.

## Начало политической карьеры (1922—1945)
Оставив армию в 1918 году, Ллойд Джордж нашел работу, работая с отцом в послевоенном коалиционном правительстве. Это также включало в себя должность попечителя Национального либерального политического фонда Дэвида Ллойда Джорджа.
Гвилим Ллойд Джордж заседал в Палате общин Великобритании от Пембрукшира (1922—1924, 1929—1950). Первоначально он был избран как национал-либерал, но затем присоединился к воссоединенной Либеральной партии в 1923 году. В 1931 году Ллойд Джордж первоначально занял министерскую должность в качестве парламентского секретаря Совета по торговле в Национальном правительстве Рамсея Макдональда, но ушел в отставку, когда его отец Дэвид Ллойд Джордж отказался от поддержки правительства. Впоследствии Гвилим Ллойд Джордж был членом Независимой либеральной группы с 1931 по 1935 год, которая выступала против продолжения работы Национального правительства. Затем эта группа впоследствии вернулась в основную Либеральную партию после парламентских выборов 1935 года.
В 1939 году Гвилим Ллойд Джордж присоединился к правительству Невилла Чемберлена на тот же пост, с которого он ушел в отставку в 1931 году. С тех пор Ллойд Джордж действовал фактически как независимый либерал. В 1941 году он был назначен на должность парламентского секретаря Министерства продовольствия, а затем министра топлива и энергетики в 1942 году. Ллойд Джордж оставался на этом посту до парламентских выборов 1945 года. Именно после смерти своего отца в 1945 году Гвилим начал писать свою фамилию через дефис как Ллойд-Джордж.

## Дальнейшая политическая карьера (с 1945)
После парламентских выборов 1945 года, на которых он баллотировался как «либерал и консерватор» и был избран большинством в 168 голосов, Ллойд Джорджу предложили Либеральная партия и ее конкурент Либеральная национальная партия возглавить их соответствующие политические организации. Ллойд Джордж отклонил оба предложения. Уинстон Черчилль предложил ему место в теневом кабинете Консервативной партии, но ему разрешили остаться в качестве «либерала». В 1946 году Ллойд-Джордж официально потерял пост организатора Либеральной партии.
С этого момента он не общался со своими бывшими коллегами-либералами (включая его сестру леди Меган) и его открыто поддерживали консерваторы в его избирательном округе. В начале января 1950 года он был публично отречен от Либеральной партии за поддержку кандидатов-консерваторов в округах, где баллотировался кандидат от Либеральной партии.
Ллойд-Джордж потерял свое место (выступая как национал-либерал и консерватор) на парламентских выборах 1950 года. Либеральная партия не выставила против него кандидата, но на этот раз Ллойд Джордж проиграл кандидату от Лейбористской партии Десмонду Доннелли с разницей в 129 голосов. Его карьера в политике Уэльса подошла к концу, год спустя Ллойд-Джордж вернулся в парламент как национал-либерал от Ньюкасл-апон-Тайн-Норт на парламентских выборах 1951 года. Его кандидатуру поддержал Черчилль, хотя недовольные консерваторы в местной партии поддержали независимого кандидата против Ллойда Джорджа.
Вернувшись в офис, премьер-министр Уинстон Черчилль назначил его министром продовольствия в 1951—1954 годах, а также министром внутренних дел и министром по делам Уэльса с 1954 года до своей отставки в 1957 году. Ллойд-Джордж был возведен в звание пэра как виконт Тенби из Булфорда в графстве Пембрукшир 12 февраля 1957 года и занял свое место в Палате лордов 27 февраля.

## Семья
14 июня 1921 года Ллойд Джордж женился на Эдне Гвенфрон (? — 1971), дочери Дэвида Джонса. У супругов было двое детей:
- Дэвид Ллойд Джордж, 2-й виконт Тенби (3 ноября 1922 — 4 июля 1983), старший сын и преемник отца.
- Уильям Ллойд Джордж, 3-й виконт Тенби (7 ноября 1927 — 7 июня 2023)

Виконт Тенби скончался в возрасте 72 лет, и ему наследовал его старший сын Дэвид.